# Anheung-myeon
Anheung-myeon (koreanska: 안흥면) är en socken i kommunen Hoengseong-gun i provinsen Gangwon i den norra delen av Sydkorea, 105 km öster om huvudstaden Seoul.